# Limnophila effeta
Limnophila effeta là một loài ruồi trong họ Limoniidae. Chúng phân bố ở miền Australasia.